# Skimmerdvärgmal
Skimmerdvärgmal (Stigmella oxyacanthella) är en fjärilsart som först beskrevs av Henry Tibbats Stainton 1854.  Skimmerdvärgmal ingår i släktet Stigmella, och familjen dvärgmalar. Arten är reproducerande i Sverige.